# Orchomene pinquis
Orchomene pinquis är en kräftdjursart som beskrevs av Boeck 1861. Orchomene pinquis ingår i släktet Orchomene och familjen Lysianassidae. Inga underarter finns listade i Catalogue of Life.